# Musique lori
 (août 2017).
Si vous disposez d'ouvrages ou d'articles de référence ou si vous connaissez des sites web de qualité traitant du thème abordé ici, merci de compléter l'article en donnant les références utiles à sa vérifiabilité et en les liant à la section « Notes et références ».
La musique lori se réfère à une caractéristique ethnoculturelle des Lors au Moyen-Orient. La musique lori jouit d'un fond différent et ancien, et elle peut être divisée en deux parties; Musique vocale et instrumentale.

## Après 1979, la révolution de l'Iran
Après la révolution de l'Iran en 1979, en raison de rencontres intenses avec des spectacles musicaux, en particulier de la musique ethnique, la quantité de participation musicale dans différentes parties de la vie des Lors a été réduite. Cependant, dans le passé, de la musique et des paroles joyeuses étaient accompagnées d'une danse collective dans les régions habitées par les Lors.

## Types de musique
Sur la base des chansons, la musique lori est divisée en sept sections;

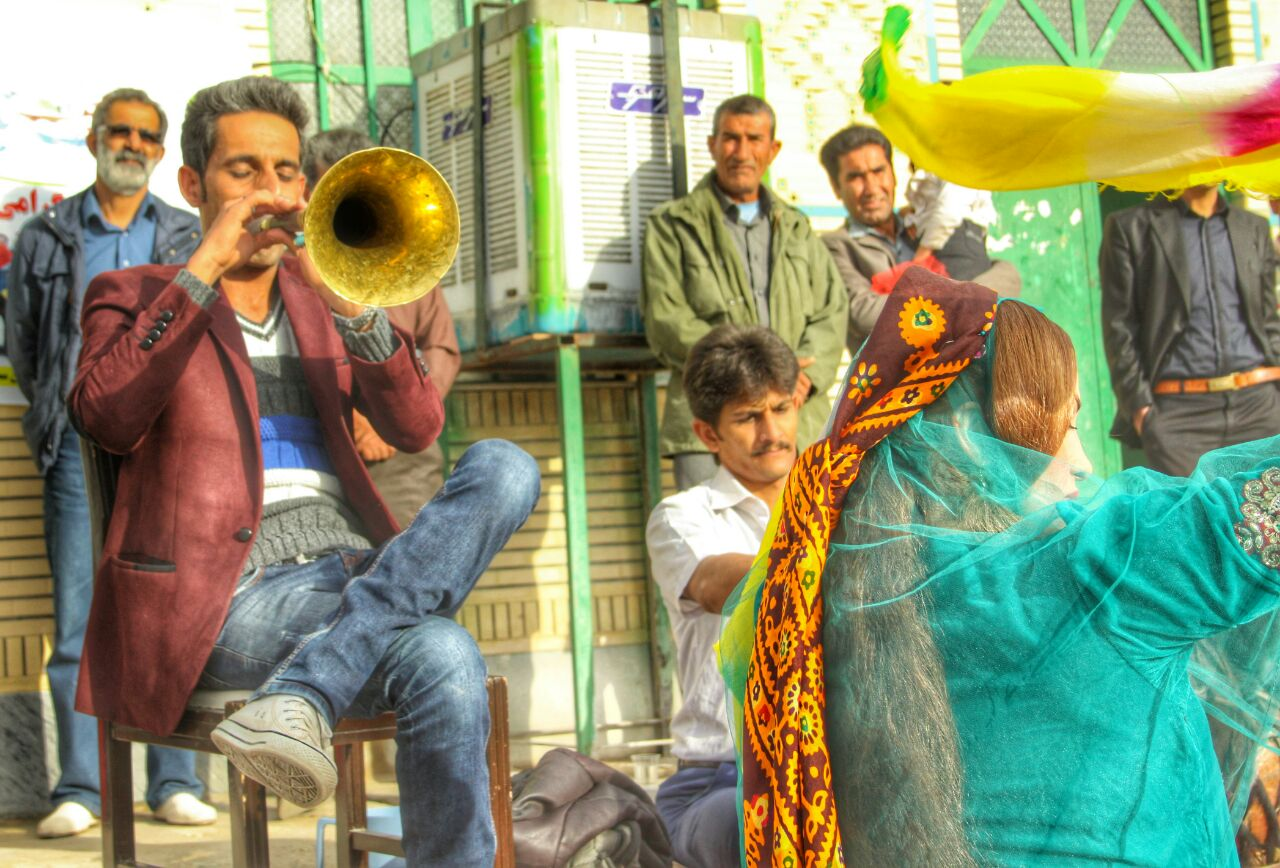
Un musicien lori interprétant Sorna lors d'une cérémonie de mariage

- Musique de paroles et de chansons romantiques: incluant de la musique concernant les paroles qui porte sur l'expression de la douleur de la perte ou de la séparation et de la beauté de l'amour malgré cette douleur. Ces musiques comme Heylaw, Binâ-binâ, Shirin & Khosrow, Sârixâni et Miruna (Mirbaygi) sont interprétées dans différents maqâms de musique lori.
- Musique liée aux chansons épiques et de combat: ces hymnes représentent les valeurs épiques et de combat des guerriers parmi les tribus. Les exemples les plus célèbres de cette section sont Jange Loru et Dâya-Dâya.
- Musique et chants de deuil: cette musique a plus à voir avec les rituels et a été largement utilisée dans les cérémonies de deuil, depuis les temps anciens. Čamari (également Čamariuna), Sahari, Šivani et Pâkotali sont parmi les plus célèbres de ces maqâms.
- Musique et chansons des saisons: musique et chansons spéciales de différentes saisons comme Barza-kuhi, Kuč-bâru et Mâla-jiri.
- Musique et chansons liées aux activités de travail: Pour faciliter et accélérer le travail des hommes et des femmes nomades, ces chansons (par exemple Barziari, Hawla) sont chantées individuellement ou collectivement.
- Musique et chansons comiques: elles proviennent généralement de satire impromptues sur les personnes, les lieux ou les objets et sont parfois accompagnées de mouvements humoristiques et dramatiques de quelqu'un ou de personnes.
- Hymn-music religieux: ils sont généralement basés sur les mots du Yârsânisme (des hymnes d'Ahle-haq), et leurs aspects mystiques et religieux sont très profonds.

## Instruments de musique
Les instruments de musique lori les plus populaires incluent Zurna, Dohol, Tâl (Kamânche lori), Tombak (Tomak) et les instruments traditionnels iraniens communs. Pendant ce temps, le violon lori est le seul qui est fondamentalement différent des autres instruments de musique ethnique.